# Kelyanita
La kelyanita és un mineral de la classe dels halurs. Anomenat així per la seva localitat tipus (riu Kelyana, Buriàtia, Rússia).

## Característiques
La kelyanita és un halur de fórmula química (Hg₂+)₆Sb3+BrCl₂O₆. Cristal·litza en el sistema monoclínic. A vegades es troba formant hàbits granulars, tot i que normalment es troba anhèdric o subhèdric en matriu.
Segons la classificació de Nickel-Strunz, la kelyanita pertany a «03.DD: Oxihalurs, hidroxihalurs i halurs amb doble enllaç, amb Hg» juntament amb els següents minerals: eglestonita, kadyrelita, poiarkovita, hanawaltita, terlinguaïta, pinchita, gianel·laïta, mosesita, kleinita, tedhadleyita, vasilyevita, terlinguacreekita, aurivilliusita i comancheïta.

## Formació i jaciments
Es forma en zones d'oxidació en complexos minerals formats principalment per estibina i cinabri.